# 火力全開大胃王
《火力全開大胃王》（日語：元祖！大食い王決定戦）(英文:The Battle of Big Eaters）是東京電視台一個綜藝節目，内容是大胃王競比食量。

## 歷史
- 1989年11月12日，東京電視台製播史上第一回大胃王比賽，首屆大胃王冠軍為廣瀨剛，屬不定時企畫節目。
- 1992年4月16日，因受到歡迎而改為固定時間的常態節目，中文名稱為〈電視冠軍-全國大胃王選手權〉。
- 2002年4月，日本愛知縣一位中學生因模仿該節目橋段進食而意外身亡[1]，使該節目的大胃王比賽停止製作播出。
- 2005年4月11日，復播中文節目名稱隨日文名稱改為〈火力全開大胃王〉，改為不定時製作播出。
- 2011年3月11日，日本東北地方因東北地方太平洋近海地震重創，節目亦自發性停播1年。
- 2018年1月，再次停播。
- 2019年—至今，再次復播，除了更換主持人之外，節目型態也有不小變化。

## 元祖!大胃王決定戰（2005年〜）個人賽歷年優勝
| 年份     | 名稱             | 優勝                          | 準優勝                                                                      |
| 2005年春 | 大胃王           | 山本卓彌                      | 泉拓人 藤堂敬太                                                             |
| 2005年秋 | 大胃王           | 山本卓彌                      | 西川廣幸 巨人白田                                                           |
| 2006年春 | 大胃女王         | 曾根菜津子                    | 岩田美雪 嘉數千惠                                                           |
| 2006年秋 | 大胃王           | 巨人白田                      | 山本卓彌 曾根菜津子                                                         |
| 2007年冬 | 大胃女子新人王   | 菅原初代(傳奇女王)            |                                                                             |
| 2007年春 | 大胃女王         | 曾根菜津子                    | 三宅智子 正司優子                                                           |
| 2007年夏 | 大胃女子新人王   | 高橋實櫻                      |                                                                             |
| 2007年秋 | 大胃王           | 巨人白田                      | 山本卓彌 泉拓人                                                             |
| 2008年冬 | 大胃女子新人王   | 古川淳美                      |                                                                             |
| 2008年春 | 大胃女王         | 菅原初代                      | 正司優子 宮西亞紗美                                                         |
| 2008年夏 | 大胃女子新人王   | 木場泉                        |                                                                             |
| 2008年秋 | 大胃王           | 西川廣幸                      | 山本卓彌 菅原初代                                                           |
| 2009年冬 | 大胃女子新人王   | 桑野美香                      |                                                                             |
| 2009年春 | 大胃女王         | 菅原初代                      | 梅村鈴 正司優子                                                             |
| 2009年夏 | 大胃女子新人王   | 渡邊稍                        |                                                                             |
| 2009年秋 | 大胃王           | Angela佐藤                    | 俄羅斯佐藤 宮西亜紗美                                                       |
| 2010年冬 | 大胃女子新人王   | 白石彩                        |                                                                             |
| 2010年春 | 大胃女王         | 菅原初代                      | 俄羅斯佐藤 梅村鈴 Angela佐藤                                                |
| 2010年夏 | 大胃女子新人王   | 崛部佳代子                    |                                                                             |
| 2010年秋 | 大胃王           | 寺阪卓也                      | 手代木純一 桑野美香                                                         |
| 2011年冬 | 大胃女子新人王   | 中橋聡子                      |                                                                             |
| 2012年春 | 大胃女王         | 正司優子                      | 三宅智子 宮西亞紗美                                                         |
| 2012年夏 | 大胃女子新人王   | 松崎沙織                      |                                                                             |
| 2012年秋 | 大胃王           | 木下智弘                      | Angela佐藤 正司優子                                                         |
| 2013年冬 | 大胃女子新人王   | 松村宏美                      |                                                                             |
| 2013年春 | 大胃女王         | Angela佐藤                    | 木下祐曄 正司優子                                                           |
| 2013年夏 | 大胃新人王       | 藤原修司                      |                                                                             |
| 2013年秋 | 大胃王           | 山本卓彌                      | 木下智弘 Angela佐藤                                                         |
| 2014年冬 | 大胃女子新人王   | 西田睦月                      |                                                                             |
| 2014年春 | 大胃女王         | 服部理沙                      | 桝渕祥与 萌梓                                                               |
| 2014年夏 | 大胃女子新人王   | 田口裕香                      |                                                                             |
| 2014年秋 | 大胃王           | 渡邊康仁                      | 萌梓 石關友梨                                                               |
| 2015年冬 | 大胃女子新人王   | 加藤成美                      |                                                                             |
| 2015年春 | 大胃女王         | 萌梓                          | 服部理沙 桝渕祥与 石關友梨                                                  |
| 2015年夏 | 大胃女子新人王   | 仁井田真由美                  |                                                                             |
| 2015年秋 | 大胃王           | Max鈴木                       | 渡邊康仁 河田大志                                                           |
| 2016年冬 | 大胃女子新人王   | 大森砂奈                      |                                                                             |
| 2016年春 | 大胃女王         | 萌梓                          | 小古瀨綾 中島佳代                                                           |
| 2016年夏 | 大胃女子新人王   | 小崎美里                      |                                                                             |
| 2016年秋 | 大胃王           | 檜山普嗣                      | Max鈴木 谷崎鷹人                                                            |
| 2017年冬 | 大胃女子新人王   | 如月櫻                        |                                                                             |
| 2017年春 | 大胃女王         | 萌梓                          | 如月櫻花 正司優子                                                           |
| 2017年夏 | 大胃女子新人王   | 小野佳子                      |                                                                             |
| 2017年秋 | 大胃王           | Max鈴木                       | 新井義人 安東瀧                                                             |
| 2018年秋 | 大胃女王         | Angela佐藤                    | 菅原初代 俄羅斯佐藤                                                         |
| 2019年春 | 大胃女王         | 菅原初代                      | 小野亞子(新世代女王)                                                        |
| 2020年   | 大胃王男女混合戰 | Max鈴木                       | 菅原初代 達倫·布雷登(Darron Breeden)                                        |
| 2020年秋 | 大胃女王-新人戰  | 海老原真世依                  | 加納芹香 中澤莉佳子                                                         |
| 2021年   | 大胃女王         | 菅原初代                      | Angela佐藤 海老原真世依                                                     |
| 2022年   | 大胃女子新人王   | 真實媽媽                      | 白夢貓 黑木美紗子                                                           |
| 2023年   | 大胃王男女混合戰 | 河田大志                      | 木下智弘 莫莉·史凱菈(Molly Schuyler) 藏座廉                                 |
| 2024年   | 大胃王男女混合戰 | 乔佛瑞·艾斯柏(Geoffrey Esper) | 莫莉·史凱菈(Molly Schuyler) 河田大志 Angela佐藤                             |
| 2025年   | 大胃王男女混合戰 | 木下智弘                      | 河田大志 乔佛瑞·艾斯柏 (Geoffrey Esper) 派屈克·伯多勒帝(Patrick Bertoletti) |

## 世界賽歷年優勝
| 年分   | 優勝 | 準優勝 |
| 2014年 | 美國 | 日本   |
| 2015年 | 美國 | 日本   |
| 2016年 | 美國 | 日本   |
| 2017年 | 美國 | 日本   |

## 外部連結
- （日語）元祖!大食い王決定戦 （页面存档备份，存于），東京電視台的頁面
- 火力全開大胃王的X（前Twitter）